# Raparna undulata
Raparna undulata là một loài bướm đêm trong họ Noctuidae.